# Ouyably-Gnondrou
Ouyably-Gnondrou est une ville située à l'ouest de la Côte d'Ivoire et appartenant au département de Kouibly, dans la Région des Montagnes. La localité de Ouyably-Gnondrou est un chef-lieu de commune et de sous-préfecture .